# 藤井秀悟
藤井 秀悟（ふじい しゅうご、1977年5月12日 - ）は、愛媛県伊予市出身の元プロ野球選手（投手）、コーチ、監督。左投左打。

## 経歴

### プロ入り前
伊予市立北山崎小学校2年時に地元伊予市の港南リトルリーグで野球を始める。伊予市立港南中学校時代は松山市のボーイズリーグに所属していた。1993年に愛媛県立今治西高等学校へ入学する。「伊予の怪腕」と呼ばれ、同年夏の全国高等学校野球選手権愛媛大会決勝で、平井正史を擁する宇和島東と対戦するが3-5で敗れる。1995年の第67回選抜高等学校野球大会には4番・エース・主将として臨んだ。準々決勝、鶴岡一成を擁する神港学園高校戦で、1点リードしている9回表の投球中に左肘内側側副靭帯を損傷し降板。その試合は逆転を許した後の9回裏二死での藤井の同点適時打もあり延長13回サヨナラで勝つが、準決勝は登板出来ず澤井良輔を擁する銚子商業高校の前に敗退した。同年夏の愛媛大会も怪我で登板出来ず、松山商業高校に4-5で敗れた。この時は一塁手として出場していた。
1996年に早稲田大学人間科学部に進学。1年秋の早慶戦で救援登板すると初勝利。三澤興一が卒業後の1997年の2年時からはエースとして活躍した。1999年の4年春、1年下の鎌田祐哉と左右の両輪で11季ぶりの六大学春季リーグ戦優勝に貢献。大学選手権では準々決勝の立命館大戦で先発し9回二死まで無失点に抑えたが同点に追いつかれて、鎌田へ繋ぐと延長の末に辛勝。決勝の2年生左腕石川雅規擁する青山学院大戦では鎌田を救援するが敗れた。東京六大学リーグでは通算48試合登板で24勝10敗、防御率1.91、249奪三振の好成績を残す。ただし在学中チームのリーグ優勝は僅かに一度に終わるなど不遇な面があった。2年秋にはベストナインに選ばれた。当時、日本生命硬式野球部で活躍していた福留孝介とは高校2年の冬休みに第1回AAAアジア野球選手権大会日本代表選出され渡辺元智監督の期待に応え第1回AAAアジア野球選手権大会優勝に貢献して以来の親友。1999年のドラフト会議で、ヤクルトスワローズから2位指名（逆指名）を受けて入団。

### ヤクルト時代
2000年は全てリリーフで31試合に登板。4月29日の対読売ジャイアンツ戦でプロ初勝利を挙げた。本人はアマチュア時代から担当していた先発に意欲を持っていたが、当時自身が投げれた目立った球種がカーブしか無く、正捕手の古田敦也からも先発をしたいなら球種を増やせと言われ、この年まで同僚だったジェイソン・ハッカミーからチェンジアップを教わり、オフにテスト入団で来た島田直也からはスライダーを教わった。
2001年は開幕前に山部太、高木晃次が相次いで故障したこともあって先発に転向する。開幕から先発ローテーションに定着した。6月17日の対広島東洋カープ戦で初完封勝利を挙げる。その後も好調を維持した。初めて規定投球回に到達し、最多勝利のタイトルを獲得。ベストナインにも選ばれた。
5月22日の対読売ジャイアンツ戦において、ヤクルトスワローズが8対1と大量リードして迎えた9回表二死三塁の場面で遊ゴロを打ち全力疾走した。その後、9回裏のマウンドに上がった藤井は巨人ベンチから「球界の常識も知らねえのか」と猛烈な野次を浴び涙ぐんだ。この回には先頭の江藤智にソロ本塁打を打たれ、その後の松井秀喜、清原和博、高橋由伸に3連続死四球を与えるなどして降板、試合はヤクルトが勝ったものの、藤井はヒーローインタビューを拒否した。試合後、藤井は巨人サイドに謝罪に行くと申し出たがヤクルトのチームメイトからは「絶対に謝りになんか行くんじゃねえぞ」と釘を刺された。この件については、大学時代から交友関係にある乙武洋匡に「ルール（野球の不文律）を知らなくてさ」と涙ながらに漏らしている。藤井はこの出来事から16年後、2017年11月26日放送の『中居正広のプロ野球珍プレー好プレー大賞2017』（フジテレビ）に出演。この番組で野次の一件が取り上げられ、司会の中居正広は、ゲストで出演していた元巨人の元木大介を「（野次を飛ばした）犯人だね！」と指摘した。
ちなみに藤井は、翌週29日からの同カード三連戦の2戦目(30日)に先発登板し、7回1/3を無失点、打っても2回に先制適時打、5-0で迎えた7回にはダメ押し適時打で巨人を返り討ちにした。
2002年から背番号を23から18に変更。開幕投手を務めた。この年も2桁勝利を挙げ、11月の日米野球では2試合に登板し打者28人に対して5安打自責点1（1敗）の成績を残す。
2003年は開幕前から左肘の違和感を訴え、4月2日の対中日ドラゴンズ戦で先発登板したものの3回途中で降板、翌日に左肘内側側副靭帯断裂が判明した。高校・大学時代は周辺の筋肉を鍛えることで克服してきたが、3度目となる故障で手術に踏み切り、この年は1試合の登板に終わった。
2004年4月28日に交通事故で頸椎を捻挫するが、5月26日の対中日ドラゴンズ戦で420日ぶりの登板。6月30日には復帰後初の勝ち星を挙げるが、8月19日に左膝靭帯を損傷し登録抹消。15試合に登板したが4勝6敗・防御率5.51と復活したとは言い難い成績だった。オフには扁桃腺除去手術を受けた。
2005年4月6日の対中日ドラゴンズ戦で14奪三振を奪う好投を見せた。5月5日の対中日ドラゴンズ戦では、タイロン・ウッズの顔付近へ投球したためウッズが抗議したが、藤井が両手を横に広げて「当ててないだろう？」とジェスチャー、激高したウッズに右頬を殴打されて軽症を負った。藤井には舌を出す癖があり、これをウッズが挑発と誤解したことが暴行の原因とされている（ウッズは退場処分）。後年、この件に関してウッズと藤井は和解している。
前半戦は防御率・奪三振でリーグトップを独走するが、白星に恵まれなかった。監督推薦で出場したオールスターゲームでは第1戦に登板、打者12人に対して6安打自責点4の成績だった。しかし9月だけで防御率を1点以上悪化させ著しく失速、3年ぶりの規定投球回到達及び2桁勝利であったが、タイトル獲得には届かなかった。
2006年4月16日の対中ドラゴンズ戦（松山坊っちゃんスタジアム）で地元初勝利を飾ったが、勝敗の数が並んだまま、8月10日に不振のため二軍落ちとなった。この年は規定投球回に届かず7勝に終わった。
2007年7月4日の対阪神タイガース戦でプロ通算50勝を挙げるが、2年連続で規定投球回不足で7勝に終わり防御率5.05など自己ワーストに迫る成績に終わった。若手の積極起用の構想から、2008年1月11日に川島慶三・橋本義隆・押本健彦とのトレードで坂元弥太郎・三木肇とともに北海道日本ハムファイターズへ移籍。背番号はヤクルト時代と同じ18。

### 日本ハム時代
2008年4月19日の対福岡ソフトバンクホークス戦で移籍後初勝利を挙げた。先発ローテーションの一翼を担うが、打線の援護に恵まれず、レギュラーシーズンは19試合に投げ防御率3.25と比較的良好ながらも3勝8敗と負け越して終わった。しかし、オリックス・バファローズとのクライマックスシリーズ第1ステージ第2戦ではライアン・グリンや武田勝など藤井よりも好成績を残した投手陣を跳ね除けて先発を任された。この年15勝を挙げレギュラーシーズン9連勝でシーズンを終え対パ・リーグは15勝1敗と圧倒的な成績を残していた小松聖との投げ合いだったが、小松は味方守備に足を引っ張られながらも6回3失点と好投したのに対し、藤井は6回0/3を投げてタフィ・ローズの適時打の1点に抑えて小松との投げ合いを制し勝利投手となり、チームの第2ステージ進出に貢献した。しかし第2ステージでの対埼玉西武ライオンズ戦では第5戦に3回途中から登板したが、先発したグリンの出した走者に本塁生還を許してしまった。結局3回2/3を無失点の内容だったがチームはそのまま敗れCS敗退となった。
2009年はセ・パ交流戦後半に一時離脱した以外は先発ローテーションを守り、22試合に先発して7勝を挙げた。翌年移籍することになる巨人との日本シリーズでは第5戦に先発し7回無失点と好投した。しかし、降板後の8回に同点に追いつかれてしまい。9回に一度は勝ち越すもその裏に2本のソロ本塁打を打たれ、サヨナラ負けを喫し、第6戦もチームは敗れ、日本一を逃した。同年のシーズンは梨田昌孝監督の方針で5回または6回で降板した試合がほとんどで規定投球回に達していないこともあり、11月9日に「新しい場所で成長したい」として移籍を前提としたFA権の行使を表明した。前年から導入された国内FA権を行使したのは藤井が初めてである。阪神・広島が興味を示したものの具体的なオファーはなく、日本ハムも再契約を否定したことで、一時は所属先がないまま翌年を迎える可能性もあったが、12月8日に巨人への入団が決定した。背番号は99。
しかし「新しい場所で成長したい」という理由でFA権を行使したのは表向きの理由であり、実際には藤井は日本シリーズ第5戦から3日後に戦力外通告を受けており、球団から「戦力外よりFAのほうが給料も下がらない」と言われFA権を行使し「北海道を裏切ったみたいになってツラかった…」と、藤井は引退後に明かした。

### 巨人時代

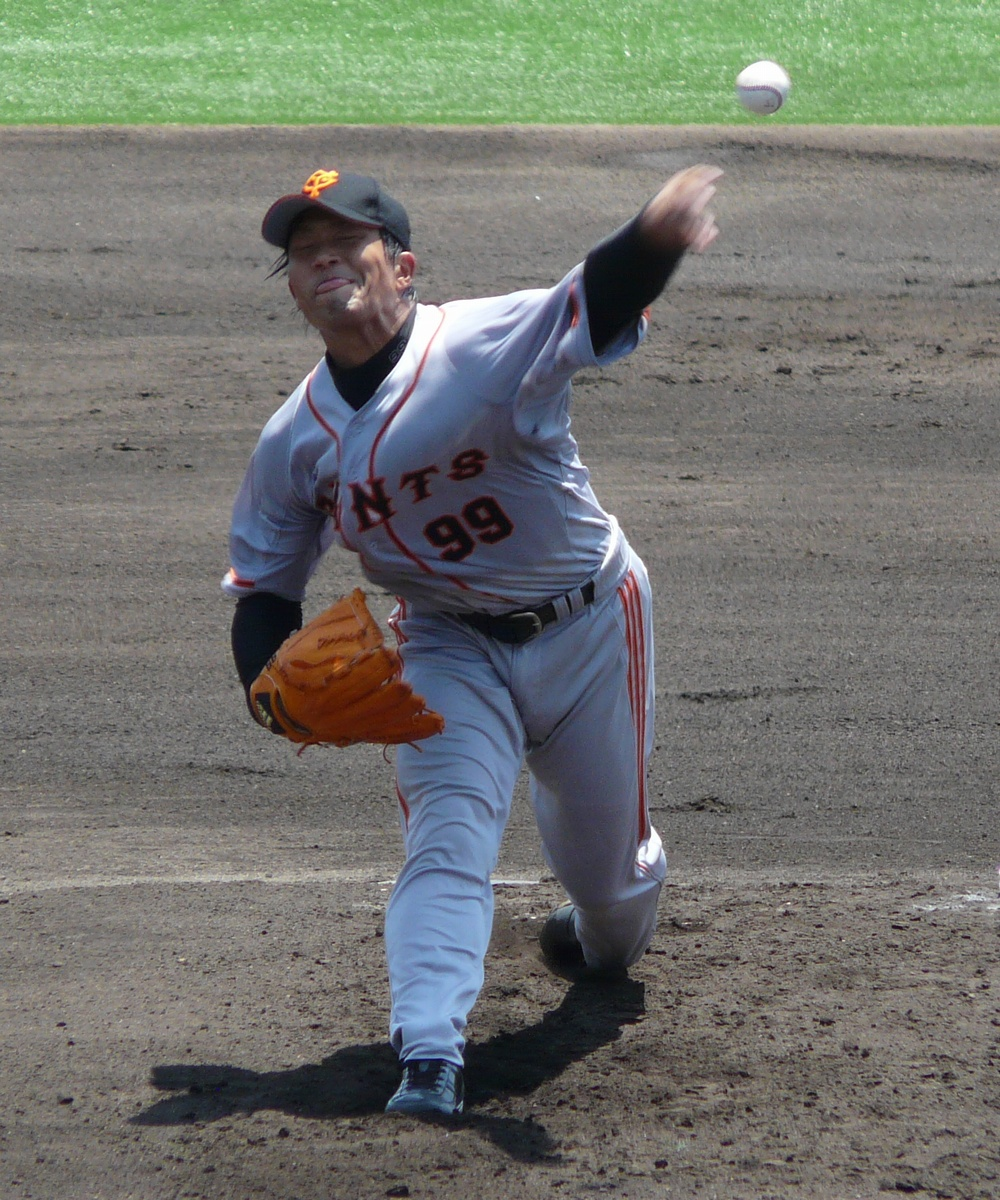
2011年6月28日

2010年は開幕から先発ローテーションに入り、4月27日の対中日ドラゴンズ戦（ナゴヤドーム）で移籍後初勝利し、5月3日のヤクルトスワローズ戦（東京ドーム）で勝利し史上8人目の12球団勝利。7月30日の広島戦（MAZDA Zoom-Zoom スタジアム広島）で4回0/3を投げ5失点し、8月2日に二軍落ちする。8月29日に一軍復帰し10月2日の東京ドームでの横浜戦で約3か月ぶりに勝利し、規定投球回に未到達であったが7勝を挙げた。
2011年は開幕ローテーション争いに敗れ、二軍スタートとなった。9月9日の広島東洋カープ戦でようやくシーズン初登板を果たす。この試合で先発の東野峻が心技体ともに準備不足であると原辰徳監督の怒りを買い、1回で降板。藤井は2回から2番手で登板したが栗原健太に2点本塁打、石原慶幸にソロ本塁打を打たれ5回3失点で降板した。結局この試合で結果を残せず登録抹消となり、同年はこの1試合のみの登板に終わった。オフには25％の減額制限を超える半額の3500万円で更改した。

### DeNA時代

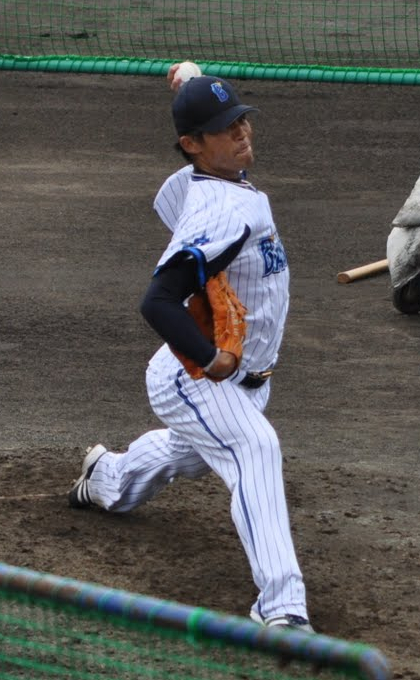
春季キャンプでの藤井の投球フォーム（2012年2月5日）

2012年1月11日、巨人へFA移籍した村田修一の人的補償により横浜DeNAベイスターズへ移籍。背番号は00。開幕は二軍で迎えたが5月14日に一軍に昇格すると、2試合目の先発となった5月28日のオリックス・バファローズ戦で605日ぶりの勝利を挙げた。10月1日には通算1000奪三振を記録するが、この試合は6イニングで降板し先発無完投が103試合連続となり、西口文也の102試合連続を抜き、先発無完投連続試合の日本記録を更新した。一時先発で6連勝を記録。8月15日の7勝目を最後にシーズン中に白星を挙げることはできなかった。登板数は16試合に留まり7勝止まりで安定感も欠いたが数少ない左の先発として役割を果たした。オフの11月には、ストーカー被害に遭っていることを自身のブログで明かした。
2013年は開幕戦の3月29日の対中日ドラゴンズ戦で2002年以来11年ぶりの開幕投手を務め、6回2失点内容で勝利投手にはならなかったもののチームは勝利。4月27日の対阪神戦（横浜）でヤクルト時代の2002年5月29日の対読売ジャイアンツ戦以来、11年ぶりの完投勝利を記録し、自ら持っていた連続先発無完投の日本プロ野球記録を107で止めている。7月13日の対阪神タイガース戦（阪神甲子園球場）では6対0で11年ぶりの完封勝利を挙げるなど、開幕から先発ローテーションに定着するも、8月24日の対巨人戦で先発した際に左肘の違和感を訴え1回途中、わずか17球で降板。最終的に21試合の登板で6勝5敗、防御率3.54の成績を残した。
2014年は公式戦出場がなく、10月3日に球団から戦力外通告を受けた。11月に行われた12球団合同トライアウトに2回とも参加した。独立リーグや海外からのオファーはあったものの、NPB球団からのオファーはなく現役引退を表明した。翌12月2日に、自由契約公示された。

### 引退後
2014年12月18日、古巣の巨人と打撃投手として契約したと発表された。背番号は221。
2015年4月14日、自身のブログで遺伝性の心臓疾患を患っていることを公表した。ブログによると、心臓が昔から悪いことは自覚していたものの、病名が判明したのはプロ入りしてからであった。現役中は能力が下がる可能性やドーピングに該当する可能性が心配だったことから投薬は避けて毎年の経過診察だけで過ごしており、引退してから投薬治療を開始している。
2019年の秋季キャンプをもって読売ジャイアンツを退団。2020年1月からは、現役最後に所属した球団である横浜DeNAベイスターズと球団広報兼打撃投手として契約した。背番号は巨人時代と同じ221。2021年シーズン限りで退団。
2022年からは関西独立リーグ・06BULLSのゼネラルマネジャー補佐兼投手コーチに就任。初めて指導者として活動する。06BULLSではトレーニングコーチのような役目も担い、更には講演や営業など幅広く兼務する。「40歳を過ぎて、いつまで打撃投手ができるか分からなかった。新しい挑戦がしたかった」と就任への理由を説明している。同年シーズン終了後の10月17日、2023年シーズン（同年よりチーム名は「大阪ゼロロクブルズ」に変更）から監督に就任することが発表された。2シーズン監督を務めた後、2025年1月6日に、GM兼投手コーチの谷口功一と役職を交代する形で異動となった。

## 選手としての特徴
平均球速約137km/hのストレートや縦・横のスライダー、サークルチェンジ、カーブなどの持ち球を低めに集める。

## 人物
シーズン中を含めてブログをほぼ毎日更新していた。2008年10月には月間更新回数222回を記録するなど、1か月の更新数をぞろ目にするこだわりがあり、2016年10月まではほぼ毎月ぞろ目を達成していた。内容のユニークさもあって「球界No.1ブロガー」として取り上げられることもある。愛犬家でチワワを3匹飼っていることに、ブログでたびたび触れていた。2013年1月5日の更新で通算5000回目の更新となった際に、突然ブログの休止を宣言したが、翌日にブログの継続を宣言している。なお、引退後もブログは更新しているが、頻度はかなり落ちている。
登場曲は、アニメ『名探偵コナン』のメインテーマ（作曲：大野克夫）である。アニメもよく見ているようで、ブログでも紹介される。『名探偵コナン』の原作者の青山剛昌やアニメの声優陣とも交流が深い。
FAの人的補償で横浜DeNAベイスターズに移籍した当時、親会社の運営するMobageのゲーム『怪盗ロワイヤル』にハマっていた。入団会見時には「（課金ゲームで売り上げに）貢献したから（人的補償選手に）選ばれたのかな」と冗談を飛ばしている。
出身地である愛媛県伊予市から市民をはじめ伊予市にゆかりがあり、顕著な功績のあった人物に対して贈られる「伊予市民功労賞」を授与されている。

## 詳細情報

### 年度別投手成績
| 年 度      | 球 団      | 登 板 | 先 発 | 完 投 | 完 封 | 無 四 球 | 勝 利 | 敗 戦 | セ 丨 ブ | ホ 丨 ル ド | 勝 率 | 打 者 | 投 球 回 | 被 安 打 | 被 本 塁 打 | 与 四 球 | 敬 遠 | 与 死 球 | 奪 三 振 | 暴 投 | ボ 丨 ク | 失 点 | 自 責 点 | 防 御 率 | W H I P |
| ---------- | ---------- | ----- | ----- | ----- | ----- | -------- | ----- | ----- | -------- | ----------- | ----- | ----- | -------- | -------- | ----------- | -------- | ----- | -------- | -------- | ----- | -------- | ----- | -------- | -------- | ------- |
| 2000       | ヤクルト   | 31    | 0     | 0     | 0     | 0        | 1     | 0     | 0        | --          | 1.000 | 137   | 32.1     | 23       | 5           | 18       | 1     | 2        | 36       | 3     | 1        | 18    | 17       | 4.73     | 1.27    |
| 2001       | ヤクルト   | 27    | 26    | 2     | 1     | 0        | 14    | 8     | 0        | --          | .636  | 707   | 173.1    | 145      | 24          | 64       | 2     | 3        | 124      | 4     | 0        | 62    | 61       | 3.17     | 1.21    |
| 2002       | ヤクルト   | 28    | 28    | 5     | 1     | 3        | 10    | 9     | 0        | --          | .526  | 789   | 195.2    | 167      | 25          | 44       | 1     | 5        | 171      | 6     | 0        | 72    | 67       | 3.08     | 1.08    |
| 2003       | ヤクルト   | 1     | 1     | 0     | 0     | 0        | 0     | 0     | 0        | --          | .000  | 12    | 2.2      | 3        | 0           | 1        | 0     | 1        | 1        | 0     | 0        | 1     | 1        | 3.38     | 1.50    |
| 2004       | ヤクルト   | 15    | 15    | 0     | 0     | 0        | 4     | 6     | 0        | --          | .400  | 356   | 78.1     | 91       | 16          | 28       | 2     | 7        | 73       | 0     | 0        | 53    | 48       | 5.51     | 1.52    |
| 2005       | ヤクルト   | 28    | 27    | 0     | 0     | 0        | 10    | 12    | 0        | 0           | .455  | 740   | 176.0    | 156      | 24          | 64       | 2     | 2        | 143      | 5     | 0        | 70    | 67       | 3.43     | 1.25    |
| 2006       | ヤクルト   | 27    | 20    | 1     | 0     | 0        | 7     | 8     | 0        | 1           | .467  | 553   | 128.2    | 124      | 15          | 45       | 1     | 6        | 88       | 4     | 1        | 64    | 63       | 4.41     | 1.31    |
| 2007       | ヤクルト   | 25    | 23    | 0     | 0     | 0        | 7     | 10    | 0        | 1           | .412  | 539   | 123.0    | 123      | 18          | 53       | 6     | 3        | 96       | 2     | 0        | 71    | 69       | 5.05     | 1.43    |
| 2008       | 日本ハム   | 19    | 19    | 0     | 0     | 0        | 3     | 8     | 0        | 0           | .273  | 488   | 110.2    | 115      | 11          | 41       | 0     | 5        | 76       | 2     | 0        | 46    | 40       | 3.25     | 1.41    |
| 2009       | 日本ハム   | 22    | 22    | 0     | 0     | 0        | 7     | 5     | 0        | 0           | .583  | 498   | 114.2    | 120      | 11          | 48       | 0     | 6        | 63       | 3     | 0        | 45    | 45       | 3.53     | 1.47    |
| 2010       | 巨人       | 23    | 22    | 0     | 0     | 0        | 7     | 3     | 0        | 0           | .700  | 501   | 122.0    | 107      | 16          | 34       | 2     | 6        | 91       | 4     | 3        | 53    | 51       | 3.76     | 1.16    |
| 2011       | 巨人       | 1     | 0     | 0     | 0     | 0        | 0     | 0     | 0        | 0           | ----  | 22    | 5.0      | 6        | 2           | 1        | 0     | 0        | 1        | 0     | 0        | 3     | 3        | 5.40     | 1.40    |
| 2012       | DeNA       | 16    | 16    | 0     | 0     | 0        | 7     | 7     | 0        | 0           | .500  | 358   | 84.0     | 83       | 7           | 37       | 1     | 1        | 40       | 1     | 0        | 36    | 35       | 3.75     | 1.43    |
| 2013       | DeNA       | 21    | 21    | 3     | 1     | 0        | 6     | 5     | 0        | 0           | .545  | 510   | 117.0    | 114      | 14          | 58       | 2     | 4        | 61       | 3     | 0        | 51    | 46       | 3.54     | 1.47    |
| 通算：14年 | 通算：14年 | 284   | 240   | 11    | 3     | 3        | 83    | 81    | 0        | 2           | .506  | 6210  | 1463.1   | 1377     | 188         | 536      | 20    | 51       | 1064     | 37    | 5        | 645   | 613      | 3.77     | 1.31    |

- 各年度の太字はリーグ最高

### タイトル
- 最多勝利：1回（2001年）

### 表彰
- ベストナイン：1回（投手部門：2001年）
- 最優秀投手：1回（2001年）
- 最優秀バッテリー賞：1回（2001年 捕手：古田敦也）
- 最優秀JCB・MEP賞：1回（2001年）

### 記録
投手記録
- 初登板：2000年4月1日、対中日ドラゴンズ2回戦（ナゴヤドーム）、8回裏一死に4番手として救援登板・完了、2/3回無失点、初対戦打者：関川浩一[41]
- 初奪三振：2000年4月6日、対阪神タイガース2回戦（明治神宮野球場）、8回表一死に大豊泰昭から[42]
- 初勝利：2000年4月29日、対読売ジャイアンツ4回戦（明治神宮野球場）、9回表に5番手で救援登板・完了、1回無失点[43]
- 初先発：2001年4月4日、対読売ジャイアンツ2回戦（明治神宮野球場）、6回1/3を3失点（自責点2）[44]
- 初先発勝利：2001年4月11日、対阪神タイガース2回戦（阪神甲子園球場）、7回2失点[45]
- 初完投勝利：2001年4月25日、対中日ドラゴンズ5回戦（ナゴヤドーム）、9回2失点[46]
- 初完封勝利：2001年6月17日、対広島東洋カープ14回戦（福岡ドーム）[47]
- 初ホールド：2006年9月27日、対読売ジャイアンツ20回戦（明治神宮野球場）、5回表に4番手で救援登板、4回無失点[48]

打撃記録
- 初安打・初打点：2001年4月11日、対阪神タイガース2回戦（阪神甲子園球場）、4回表に川尻哲郎から右前決勝2点適時打[45]

節目の記録
- 1000投球回：2008年8月28日、対千葉ロッテマリーンズ22回戦（千葉マリンスタジアム）、6回裏三死目に里崎智也を右直併殺で達成 ※史上315人目
- 1000奪三振：2012年10月1日、対中日ドラゴンズ24回戦（横浜スタジアム）、1回表に荒木雅博から空振り三振に打ち取り達成 ※史上133人目

その他記録
- オールスターゲーム出場：2回（2001年、2005年）
- 先発登板し107試合連続完投なし：2006年9月17日 - 2013年4月20日 ※石川雅規に次ぎ歴代2位

### 背番号
- 23（2000年 - 2001年、2022年 - ）
- 18（2002年 - 2009年）
- 99（2010年 - 2011年）
- 00（2012年 - 2014年）
- 221（2015年 - 2021年）